# Михайлівка (Нижньотеплівська сільська громада)
Миха́йлівка — село в Україні, у Нижньотеплівській сільській громаді Щастинського району Луганської області. Населення становить 267 осіб.

## Населення
За даними перепису 2001 року населення села становило 267 осіб, з них 27,34 % зазначили рідною мову українську, а 72,66 % — російську.